# Osoaviakhim

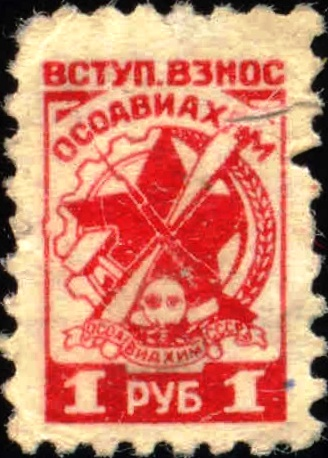
Selo com o logotipo da Osoaviakhim

Osoaviakhim, é a contração em russo de: Sociedade para assistência à defesa, e às indústrias de aviação e química (em russo:  Общество содействия обороне, авиационному и химическому строительству), uma organização de "defesa política e social" que atuou na União Soviética entre 1927 e 1948, predecessora da DOSAAF.